# Dusona radiator
Dusona radiator là một loài tò vò trong họ Ichneumonidae.